# 刘昌林
刘昌林（1962年7月—），男，汉族，重庆人，中华人民共和国政治人物。湖北财经学院（今中南财经政法大学）工业经济专业毕业。研究生学历，公共管理硕士学位。

## 生平
1985年7月，从湖北财经学院毕业后分配到财政部，历任工业交通财务司办事员、科员，办公厅科员、副主任科员。1990年9月，调任国务院办公厅秘书（服务时任国务院副秘书长、国务院机关党组副书记刘仲藜）。1992年9月，调回财政部，任办公厅部长办公室秘书（服务时任部长刘仲藜）。2001年7月，调入全国社会保障基金理事会，历任秘书处副秘书长，股权资产部副主任、主任，投资部主任，秘书长兼办公厅主任（服务时任理事长刘仲藜）。
2010年10月，任中共景德镇市委副书记，同年12月出任景德镇市政府副市长、代市长，次年2月，当选为市长。2013年9月，任中共景德镇市委书记。2015年7月，任江西省人民政府副省长。
2016年10月，任中共甘肃省委常委、省纪委书记。2018年1月，当选新成立的甘肃省监察委员会主任。
2013年，当选第十二届全国人民代表大会江西地区代表。2018年2月24日，当选为第十三届全国人大代表。
2021年11月，任中共河北省委常委、省纪委书记，省监委代理主任。2022年1月，正式当选为河北省监委主任。